# Fisher Szent János
Fisher János (angolul: John Fisher, latinul: Joannes (episcopus) Rophensis (Roffensis)) egyházi nevén Fisher Szent János (Beverly, East Riding of Yorkshire 1469. október 19. körül – London, 1535. június 22.) szentté avatott angol származású bíboros, rochesteri püspök, humanista, vértanú. VIII. Henrik angol király végeztette ki, mivel nem fogadta el az anglikán egyházszakadást.

## Fiatalkora
John Fisher a Yorkshire-ben található Beverlyben született 1469-ben. Születésének pontos dátumát nem ismerjük, de a kor szokásai szerint egy-két nappal a születés után keresztelték meg a gyermekeket. Szülei Robert és Agnes Fisher voltak, akiknek négy gyermeke született. Robert Fisher elhunyt, amikor John nyolcéves volt, ezután Agnes férjhez ment az ötgyermekes William White-hoz. A feljegyzések szerint János egész életében tartotta a kapcsolatot a családjával. 
Korai oktatására valószínűleg szülővárosában került sor, méghozzá a több mint 700 éves Beverley Grammar Schoolban, melynek egyik háza ma róla van elnevezve.
A Cambridge-i Egyetemet 1484-ben, 15 éves korában kezdte el, mestere a kor reneszánsz felfogású lelkipásztora William Melton volt. 1487-ben  bakkalaureátust, majd 1491-ben doktori fokozatot szerzett teológiából. 1491. december 17-én, a kánoni kor alóli pápai felmentéssel, Thomas Rotherham pappá szentelte.

## Cambridge-i oktatóként
1491 és 1494 között vikáriusként szolgál Northallertonban. Erről 1494-ben lemond, amikor a Cambridge-i Egyetem protektorának nevezik ki. 1501. július 5-én kinevezik a teológiai tudományok professzorává, majd 10 nappal később megválasztják az egyetem al-kancellárjának. Működése alatt jött létre a St John's és a Christ's College, valamint két teológiai tanszék egy Cambridge-ben, egyet Oxfordban. Fontosnak tartotta az egyetem könyvtárának fejlesztését, mivel ez akkor mindössze 300 kötetet tartalmazott. Cambridge nem rendelkezett görög és héber tanszékkel, ezeket kezdeményezésére felállították. Ő maga később 48 éves korában kezdett görögül, 51 éves korában héberül tanulni. 
Nyitottságára jellemző, hogy a híres humanistát, Rotterdami Erasmust meghívta professzornak Cambridge-be.
Mindeközben János Lancasteri Margit richmondi grófné, a későbbi VIII. Henrik angol király édesanyjának udvari káplánja, illetve gyóntatója lett. Az ő támogatásával sikerült sok – az oktatással kapcsolatos kérdésben – sikereket elérnie. Ezt a feladatot a grófné 1509-ben bekövetkezett haláláig ellátta.

## Rochester-i püspökként
1504-ben, harmincöt évesen püspöki kinevezést kapott, Rochester püspöke lett. 1504. november 24-én szentelte püspökké William Warham, Canterbury érseke. Rochestert szegény egyházmegyének tekintették, s igazából mint az egyházi karrier első lépcsőfokaként volt tekinthető. Emiatt elődei nem sok időt foglalkoztak az egyházmegye lelki ügyeivel. János viszont saját döntése alapján egész életében ennek az egyházmegyének maradt a püspöke. Szigorú, majdhogynem szerzetesi életet élt, alig 4-5 órákat aludt. Könyvtárát, amelyet tervei szerint halála után Cambridge-nek szándékozott adományozni, európai szintűre fejlesztette fel. 
Bár a reformáció ideje alatt élt, de nem támadta a protestantizmust. Írt egy négykötetes könyvet Luther Márton ellen, de a könyvben tényszerű próbál maradni, s az alapján cáfolja meg Luther tanításait. Feltételezhetően ő a valódi szerzője a Assertio septem sacramentorum című értekezésnek, mely VIII. Henrik angol király neve alatt jelent meg 1521-ben, s amellyel elnyerte a Fidei Defensor címet a pápától.

## VIII. Henrik okozta válság

VIII. Henrik angol király

VIII. Henrik Thomas Wolsey bíboros és kancellár tanácsára és támogatásával gondolkodott el azon, hogy  elválik Aragóniai Katalintól. A királyt aggodalommal töltötte el többek között az is, hogy mindössze egy lánygyermeke, Mária született, fiúutódai mind halva születtek. Annál is fontosabb lett volna egy trónörökös, mert Henrik családja nem régóta uralta Angliát – Henrik apja volt a Tudor dinasztia első királya –, a rózsák háborúja még túl közeli élmény volt, és félő volt, hogy a Tudor-dinasztia elveszíti a hatalmat. Henrik akkoriban Boleyn Anna udvarhölgynek udvarolt, aki öregedő, ájtatoskodó hitvese, a királyné szöges ellentéte volt. Ez a kapcsolat még inkább növelte a király és felesége közötti feszültséget. Henrik végül rászánta magát, hogy érvénytelenítse a Katalinnal kötött házasságát, azzal az ürüggyel, miszerint a királyné nem szűzen ment nőül hozzá, ugyanis az asszony előbb Henrik bátyjának, Artúr walesi hercegnek volt a hitvese négy hónapig, a herceg haláláig. Mivel a katolikus egyház nem ismeri a válás fogalmát, mindössze a házasság érvénytelenítését, ezért Rómához fordult a házasság érvénytelenítése ügyében, ahol azt elutasították. Egy ideig úgy látszott, sikerül a király terve, de egyszer csak Fisher János kijelentette, hogy egy házasságot, amely immár húsz éve fennáll, „sem isteni, sem emberi hatalom nem bonthat föl; ennek a meggyőződésének hangsúlyozására kész saját életét is föláldozni”. Befejezésül Keresztelő Szent Jánosra utalt, aki a házasság fölbonthatatlanságának védelmezőjeként elszenvedte a halált.
Ettől függetlenül Cranmer érsekprímás elnöklete alatt egybegyűlt egyházi bizottság szentesítette Henrik első házasságának érvénytelenítését és 1532. november 14-én feleségül vette Boleyn Annát. Ezzel egy időben  önhatalmúlag feloldotta, megszüntette a pápának az angol egyház fölötti hatalmát. Egyúttal kimondatta a parlamenttel, hogy a vallási dogmák értelmezése, nemkülönben a liturgia szabályozása őt illeti meg, mint az új anglikán egyház fejét. A határozat értelmében azután lefoglalt számos egyházi birtokot, kisajátította több kolostor tulajdonát, véget vetett az annátáknak és pallium-pénznek, a katolikus dogmákat azonban egyelőre nem bántotta.

## A vértanúság útján

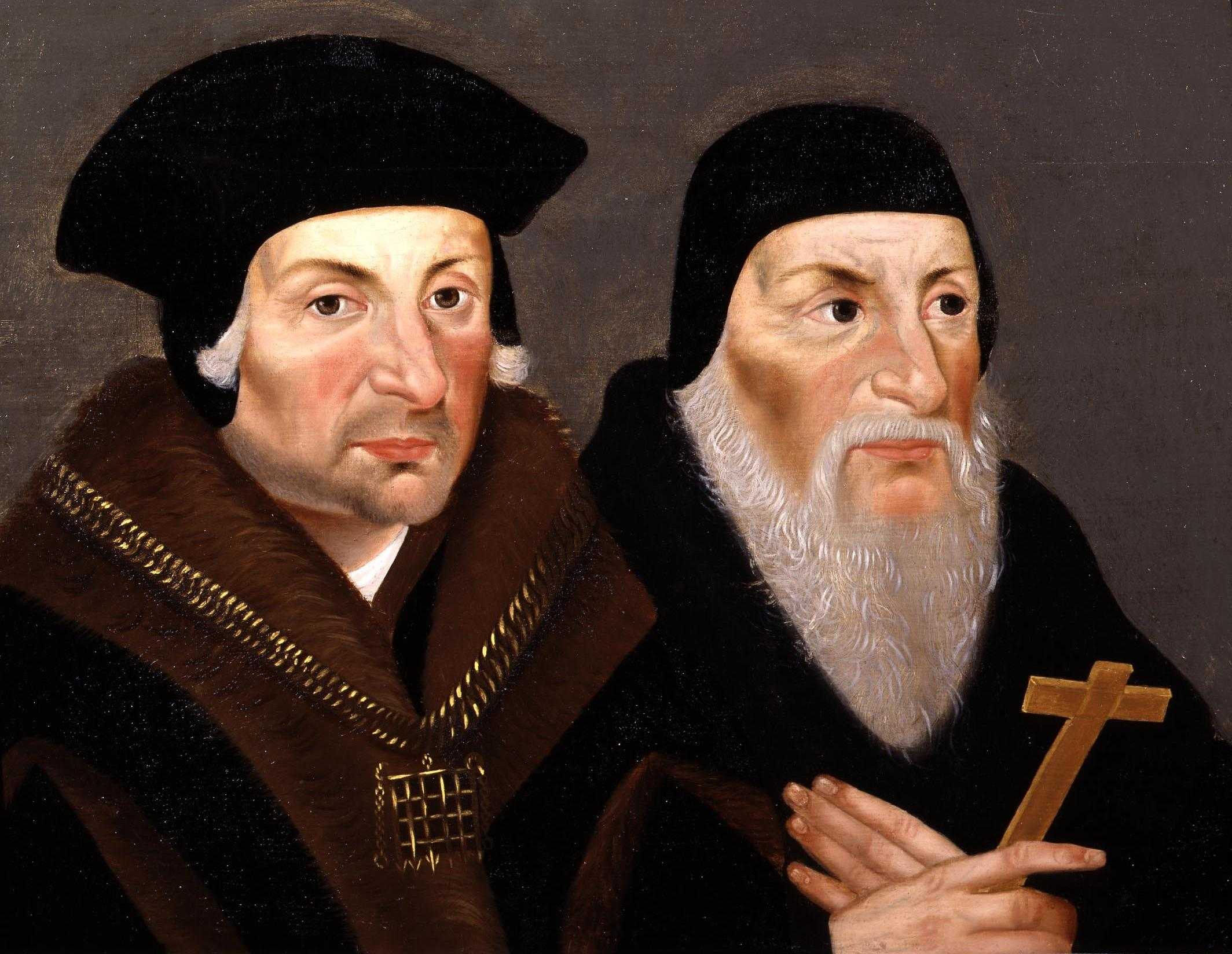
Sir Thomas More és Fisher Szent János

Miután János személyesen tiltakozott VIII. Henrik Aragóniai Katalintól való válása ellen, valóságos támadássorozat indult ellene. Két alkalommal zárták a Towerbe, egy alkalommal megpróbálták megmérgezni, illetve lelőni. Ezzel egy időben elutasította püspöktársainak a kompromisszumra hajló javaslatait, mivel azokat árulásnak tekintette.
Fisher János sorsa akkor pecsételődött meg, amikor VIII. Henrik kötelezte alattvalóit, hogy tegyenek esküt arra, hogy érvényesnek tekintik új házasságát, valamint egyházfői intézkedéseit. Ezt János, éppen mint Morus Tamás megtagadta, s emiatt tíz hónapig börtönben volt.
1535. május 21-én III. Pál pápa bíborossá nevezte ki (címtemploma a San Vitale-templom (Róma) volt), de VIII. Henrik megtiltotta a bíborosi kalapot Angliába bevinni, azzal a kijelentéssel, hogy inkább ő küldi ki János fejét Rómába.
1535. június 17-én egy különleges bíróság elé állították, melynek tagja többek között Boleyn Anna apja is volt, s ez a bíróság megfosztotta püspöki rangjától, kitaszította az egyházi rendből, s mint felségárulót halálra ítélte.

## Kivégzése és szentté avatása

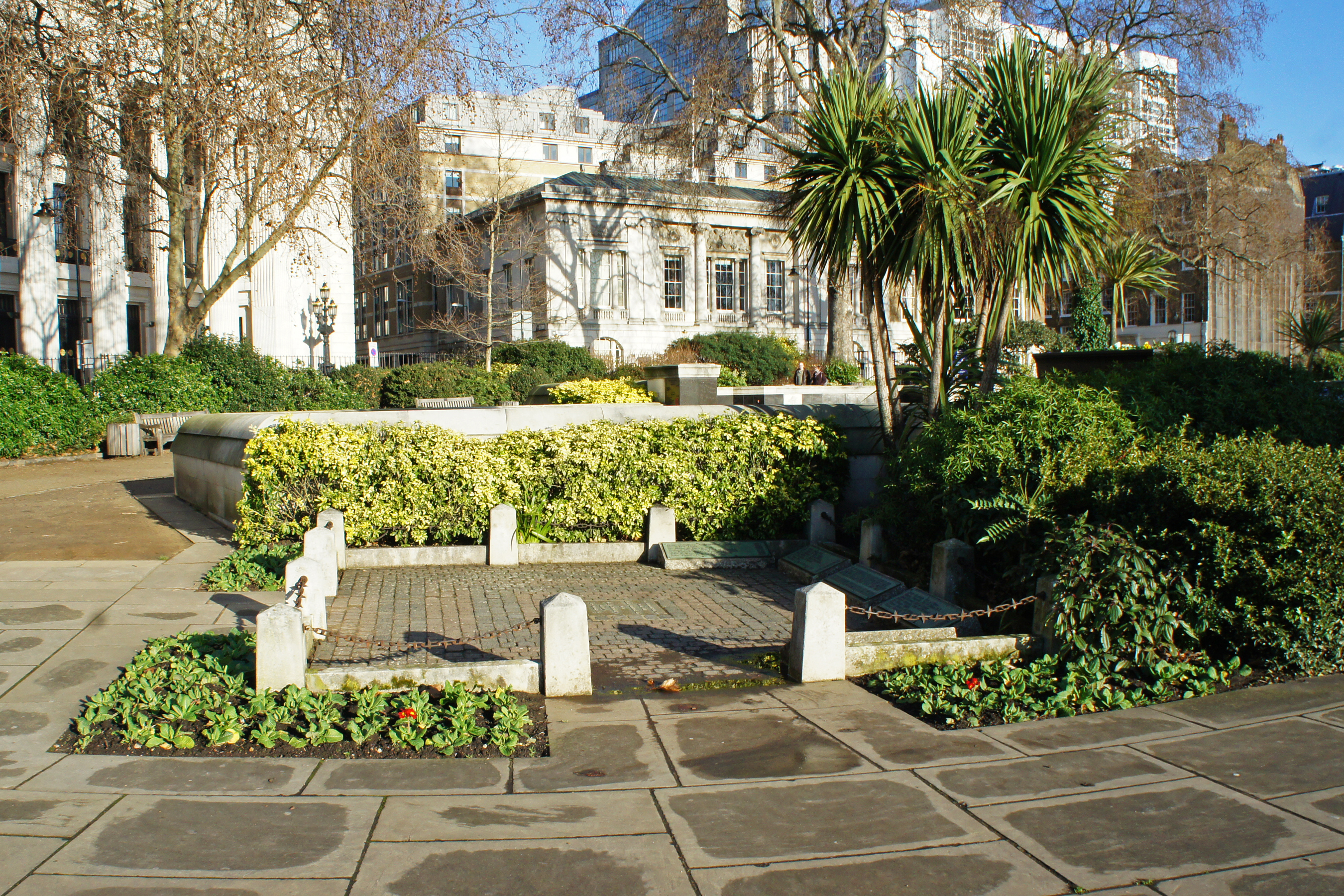
Kivégzésének helye

1535. június 22-én hajnali öt órakor keltették fel, hogy azon a délelőttön ki fogják végezni. Ekkor közölte, hogy rendben van, de mivel még korán van, hagyják pihenni. Mivel a hosszú börtön elgyengítette, ezért hordszéken vitték a kivégzés helyére. Testét a kivégzés után egy napig a kivégzés helyén hagyták heverni, míg fejét egy karóra tűzve 14 napra nyilvános helyre kifüggesztették. A feljegyzések szerint olyan volt, mintha élne: orcái enyhén pirosak voltak, és arcvonásain a mélységes béke kifejezése ült. Később a St Peter ad Vincula kápolnában helyezték el maradványait.
Bár Anglia kormánya igyekezett John Fisher tiszteletét minél inkább akadályozni, de 54 másik, az anglikán egyházszakadás következtében vértanúságot szenvedett mártírral, többek között Morus Tamással együtt 1886. december 29-én XIII. Leó pápa boldoggá, 1935. május 19-én XI. Piusz pápa szentté avatta.

## Fordítás
- Ez a szócikk részben vagy egészben  a   John Fisher című angol Wikipédia-szócikk ezen változatának fordításán alapul.  Az eredeti cikk szerkesztőit annak laptörténete sorolja fel. Ez a jelzés csupán a megfogalmazás eredetét és a szerzői jogokat jelzi, nem szolgál a cikkben szereplő információk forrásmegjelöléseként.